# Delphinium nangchienense
Delphinium nangchienense är en ranunkelväxtart som beskrevs av Wen Tsai Wang. Delphinium nangchienense ingår i släktet storriddarsporrar, och familjen ranunkelväxter. Inga underarter finns listade i Catalogue of Life.